# U-17-Fußball-Europameisterschaft der Frauen 2023
Die U-17-Fußball-Europameisterschaft der Frauen 2023 (offiziell 2023 UEFA Women's Under-17 Championship) war die 14. Ausspielung dieses Wettbewerbs für Fußballspielerinnen unter 17 Jahren (Stichtag: 1. Januar 2006) und fand vom 14. bis 26. Mai 2023 in Estland statt.
Das Turnier wurde am 19. April 2021 an Estland vergeben. Es war das erste Mal, dass Estland eine Endrunde eines UEFA-Frauenfußball-Turniers ausrichtete und daran teilnahm. Zuvor fand dort nur die U-19-Europameisterschaft der Männer 2012 statt.
Die Endrunde fand zum achten Mal mit acht Mannschaften statt, welche zunächst in zwei Gruppen zu je vier Mannschaften und danach im K.-o.-System gegeneinander antraten. Titelverteidiger war Deutschland, das die vergangenen beiden Turniere 2019 und 2022 gewinnen konnte und mit acht Titeln Rekord-Europameister in dieser Altersklasse ist.
Sieger wurden erstmals die französischen Juniorinnen, die sich im Finale gegen Spanien durchsetzten. Mit 65 Turniertoren wurde ein neuer Torrekord aufgestellt.

## Qualifikation
48 der 55 Mitgliedsländer der UEFA meldeten für die Qualifikation, die zum zweiten Mal im neuen Liga-Format ausgetragen wurde. Die 48 Mannschaften wurden basierend auf den Abschlusstabellen der zweiten Qualifikationsrunde 2022 auf zwei Ligen A und B aufgeteilt, wobei Mannschaften, die nicht an der EM-Qualifikation 2022 teilgenommen hatten, automatisch dem letzten Platz der B-Liga zugewiesen wurden. In jeder Liga spielen vier Mannschaften jeweils ein Miniturnier aus. Die letztplatzierten Mannschaften der Liga A steigen ab und spielen in der 2. Runde in Liga B, die Sieger der Gruppe B sowie der beste Gruppenzweite steigen auf und spielen in der 2. Runde in Liga A. Die sieben Gruppensieger der A-Liga qualifizieren sich für die Endrunde in Estland.

### Erste Qualifikationsrunde
In der ersten Qualifikationsrunde wurden die 48 teilnehmenden Mannschaften auf insgesamt sieben Gruppen zu je vier Mannschaften in Liga A (Gruppen A1 bis A7) und sechs Gruppen zu zweimal vier und viermal drei Mannschaften in Liga B (B1 bis B6) aufgeteilt, basierend auf den Abschlusstabellen aus dem Vorjahr. Estland ist als Gastgeber zwar automatisch für die Endrunde qualifiziert, nimmt aber dennoch am Qualifikationsturnier teil. Die Auslosung der Gruppen fand am 31. Mai 2022 im schweizerischen Nyon statt. Die Miniturniere wurden jeweils im Land eines der vier Gruppenteilnehmer zwischen dem 22. September und 15. November 2022 ausgetragen.
Die Auslosung ergab folgende Gruppen:

#### Liga A
| Pos. | Gruppe A1               | Gruppe A2    | Gruppe A3    | Gruppe A4  | Gruppe A5   | Gruppe A6 | Gruppe A7   |
| ---- | ----------------------- | ------------ | ------------ | ---------- | ----------- | --------- | ----------- |
| 1.   | Tschechien              | Spanien G    | Irland       | Schweiz    | Deutschland | England   | Niederlande |
| 2.   | Norwegen                | Polen        | Finnland     | Frankreich | Slowenien G | Dänemark  | Portugal G  |
| 3.   | Ungarn G                | Belgien      | Österreich   | Italien G  | Serbien     | Estland G | Schweden    |
| 4.   | Bosnien und Herzegowina | Griechenland | Nordirland G | Island     | Türkei      | Ukraine   | Schottland  |

#### Liga B
| Pos. | Gruppe B1   | Gruppe B2      | Gruppe B3   | Gruppe B4     | Gruppe B5  | Gruppe B6  |
| ---- | ----------- | -------------- | ----------- | ------------- | ---------- | ---------- |
| 1.   | Belarus     | Nordmazedonien | Kroatien    | Slowakei      | Wales      | Rumänien G |
| 2.   | Luxemburg G | Kosovo         | Färöer      | Lettland G    | Israel G   | Kasachstan |
| 3.   | Armenien    | Albanien G     | Bulgarien G | Aserbaidschan | Montenegro | Litauen    |
| 4.   | Georgien    | Moldau         |             |               |            |            |

### Zweite Qualifikationsrunde
In der zweiten Qualifikationsrunde wurden die 48 teilnehmenden Mannschaften auf die gleichen Gruppen in den Ligen A und B aufgeteilt, diesmal jedoch basierend auf den Abschlusstabellen der ersten Qualifikationsrunde. Die drei erstplatzierten Mannschaften aus den A-Ligen verbleiben in Liga A, die letztplatzierten Mannschaften steigen in Liga B ab. Die bestplatzierten Mannschaften sowie der beste Gruppenzweite aus Liga B steigen in Liga A auf. Die sieben Gruppensieger der A-Liga qualifizieren sich für die Endrunde in Estland.
Die Auslosung der Gruppen fand am 7. Dezember 2022 im schweizerischen Nyon statt. Die Miniturniere wurden jeweils im Land eines der vier Gruppenteilnehmer zwischen dem 8. und 29. März 2023 ausgetragen.
Die Auslosung ergab folgende Gruppen:

#### Liga A
| Pos. | Gruppe A1  | Gruppe A2  | Gruppe A3      | Gruppe A4   | Gruppe A5    | Gruppe A6 | Gruppe A7     |
| ---- | ---------- | ---------- | -------------- | ----------- | ------------ | --------- | ------------- |
| 1.   | Polen      | England    | Deutschland    | Schweiz     | Frankreich G | Spanien   | Schweden      |
| 2.   | Rumänien G | Belgien    | Portugal G     | Slowenien G | Irland       | Dänemark  | Niederlande G |
| 3.   | Tschechien | Norwegen   | Ungarn         | Österreich  | Italien      | Belarus   | Finnland      |
| 4.   | Estland    | Kroatien G | Nordmazedonien | Slowakei    | Kosovo       | Serbien G | Wales         |

#### Liga B
| Pos. | Gruppe B1    | Gruppe B2                 | Gruppe B3    | Gruppe B4  | Gruppe B5                | Gruppe B6   |
| ---- | ------------ | ------------------------- | ------------ | ---------- | ------------------------ | ----------- |
| 1.   | Griechenland | Bosnien und Herzegowina G | Schottland G | Island     | Nordirland               | Ukraine     |
| 2.   | Färöer       | Montenegro                | Israel       | Luxemburg  | Türkei G                 | Bulgarien G |
| 3.   | Litauen G    | Aserbaidschan             | Georgien     | Albanien G | Armenien (zurückgezogen) | Lettland    |
| 4.   | Moldau       | Kasachstan                | Zypern       |            |                          |             |

## Endrunde

### Spielorte
Das Turnier findet an den drei Spielorten Tallinn, Tartu und Võru statt.
| Tallinn |

| Tartu |

| Võru |

| Tallinn |

| Tartu |

| Võru |

### Auslosung
Die Auslosung fand am 13. April 2023 in der estnischen Hauptstadt Tallinn statt. Die acht teilnehmenden Mannschaften wurden auf zwei Gruppen mit je vier Mannschaften aufgeteilt, wobei Gastgeber Estland als Kopf der Gruppe A gesetzt war.

### Vorrunde

#### Modus
Jede Mannschaft spielte gegen jede andere Mannschaft ihrer Gruppe einmal. Ein Sieg ergab drei Punkte, ein Unentschieden einen Punkt und eine Niederlage null Punkte.
Wenn zwei oder mehr Mannschaften derselben Gruppe nach Abschluss der Gruppenspiele die gleiche Anzahl Punkte aufwiesen, wurde die Platzierung nach folgenden Kriterien in dieser Reihenfolge ermittelt:
a. höhere Punktzahl aus den Direktbegegnungen der betreffenden Mannschaften;
b. bessere Tordifferenz aus den Direktbegegnungen der betreffenden Mannschaften;
c. größere Anzahl erzielter Tore aus den Direktbegegnungen der betreffenden Mannschaften;
d. wenn nach der Anwendung der Kriterien a) bis c) immer noch mehrere Mannschaften denselben Platz belegen, werden die Kriterien a) bis c) erneut angewendet, jedoch ausschließlich auf die Direktbegegnungen der betreffenden Mannschaften, um deren endgültige Platzierung zu bestimmen. Führt dieses Vorgehen keine Entscheidung herbei, werden die Kriterien e) bis h) in dieser Reihenfolge auf die zwei oder mehr Mannschaften angewendet, die immer noch punktgleich sind;
e. bessere Tordifferenz aus allen Gruppenspielen;
f. größere Anzahl erzielter Tore aus allen Gruppenspielen;
g. geringere Gesamtzahl an Strafpunkten auf der Grundlage der in allen Gruppenspielen von Spielerinnen und Mannschaftsoffiziellen erhaltenen gelben und roten Karten (rote Karte = 3 Punkte, gelbe Karte = 1 Punkt, Platzverweis nach zwei gelben Karten in einem Spiel = 3 Punkte);
h. bessere Platzierung in der jeweiligen Ligatabelle nach Abschluss der zweiten Runde.
Wären zwei Mannschaften im letzten Gruppenspiel aufeinandergetroffen, die dieselbe Anzahl Punkte sowie die gleiche Tordifferenz und gleiche Anzahl erzielter und erhaltener Tore aufwiesen, und endete das betreffende Spiel unentschieden, wäre die endgültige Platzierung der beiden Mannschaften durch Elfmeterschießen ermittelt worden, vorausgesetzt, dass keine andere Mannschaft derselben Gruppe nach Abschluss aller Gruppenspiele dieselbe Anzahl Punkte aufweist. Hätten mehr als zwei Mannschaften dieselbe Anzahl Punkte, wären die oben genannten Kriterien zur Anwendung gekommen. Beide Fälle traten nicht auf.

#### Gruppe A
| Pl. | Land        | Sp. | S | U | N | Tore    | Diff. | Punkte |
| --- | ----------- | --- | - | - | - | ------- | ----- | ------ |
| 1.  | Spanien     | 3   | 3 | 0 | 0 | 011:000 | +11   | 09     |
| 2.  | Schweiz     | 3   | 2 | 0 | 1 | 006:400 | +2    | 06     |
| 3.  | Deutschland | 3   | 1 | 0 | 2 | 006:400 | +2    | 03     |
| 4.  | Estland     | 3   | 0 | 0 | 3 | 000:150 | −15   | 0      |

|                                                            |   |             |           |
| Sonntag, 14. Mai 2023 um 19:00 Uhr in Tallinn (Kadrioru)   |   |             |           |
| Estland                                                    | – | Schweiz     | 0:4 (0:1) |
| Sonntag, 14. Mai 2023 um 13:00 Uhr in Tallinn (Lilleküla)  |   |             |           |
| Deutschland                                                | – | Spanien     | 0:2 (0:1) |
| Mittwoch, 17. Mai 2023 um 17:00 Uhr in Tallinn (Kadrioru)  |   |             |           |
| Estland                                                    | – | Deutschland | 0:5 (0:3) |
| Mittwoch, 17. Mai 2023 um 19:00 Uhr in Tallinn (Lilleküla) |   |             |           |
| Spanien                                                    | – | Schweiz     | 3:0 (3:0) |
| Samstag, 20. Mai 2023 um 17:00 Uhr in Tallinn (Lilleküla)  |   |             |           |
| Spanien                                                    | – | Estland     | 6:0 (2:0) |
| Samstag, 20. Mai 2023 um 17:00 Uhr in Tallinn (Kadrioru)   |   |             |           |
| Schweiz                                                    | – | Deutschland | 2:1 (1:0) |

#### Gruppe B
| Pl. | Land       | Sp. | S | U | N | Tore    | Diff. | Punkte |
| --- | ---------- | --- | - | - | - | ------- | ----- | ------ |
| 1.  | Frankreich | 3   | 2 | 1 | 0 | 007:100 | +6    | 07     |
| 2.  | England    | 3   | 2 | 1 | 0 | 006:300 | +3    | 07     |
| 3.  | Polen      | 3   | 1 | 0 | 2 | 007:500 | +2    | 03     |
| 4.  | Schweden   | 3   | 0 | 0 | 3 | 001:120 | −11   | 0      |

|                                              |   |            |           |
| Sonntag, 14. Mai 2023 um 17:00 Uhr in Tartu  |   |            |           |
| Schweden                                     | – | Frankreich | 0:3 (0:0) |
| Sonntag, 14. Mai 2023 um 13:00 Uhr in Võru   |   |            |           |
| England                                      | – | Polen      | 2:1 (2:0) |
| Mittwoch, 17. Mai 2023 um 19:00 Uhr in Tartu |   |            |           |
| Schweden                                     | – | England    | 1:3 (1:1) |
| Mittwoch, 17. Mai 2023 um 13:00 Uhr in Võru  |   |            |           |
| Polen                                        | – | Frankreich | 0:3 (0:1) |
| Samstag, 20. Mai 2023 um 13:00 Uhr in Tartu  |   |            |           |
| Polen                                        | – | Schweden   | 6:0 (2:0) |
| Samstag, 20. Mai 2023 um 13:00 Uhr in Võru   |   |            |           |
| Frankreich                                   | – | England    | 1:1 (0:1) |

### Finalrunde

#### Halbfinale
|                                                            |   |         |            |
| Dienstag, 23. Mai 2023 um 18:00 Uhr in Tallinn (Lilleküla) |   |         |            |
| Spanien                                                    | – | England | 3:1 (1:0)  |
| Dienstag, 23. Mai 2023 um 16:00 Uhr in Tallinn (Kadrioru)  |   |         |            |
| Frankreich                                                 | – | Schweiz | 10:2 (4:1) |

#### Finale
|                                                           |   |            |           |
| Freitag, 26. Mai 2023 um 19:00 Uhr in Tallinn (Lilleküla) |   |            |           |
| Spanien                                                   | – | Frankreich | 2:3 (0:0) |

## Schiedsrichterinnen
Hauptschiedsrichterinnen:
- Emanuela Rusta
- Kristina Georgiewa
- Minka Vekkeli
- Deborah Bianchi
- Ana Maria Terteleac
- Anahí Fernández

Schiedsrichterassistentinnen:
- Nargis Magau
- Line Nymoen
- Ana Loide Silva
- Laura Cordani
- Aleksandra Kostić
- Oleksandra Vdovina
- Daiana Fernández
- Maria Christodoulou

Vierte Offizielle:
- Caroline Lanssens
- Triinu Vaher